# Mademoiselle Duclos

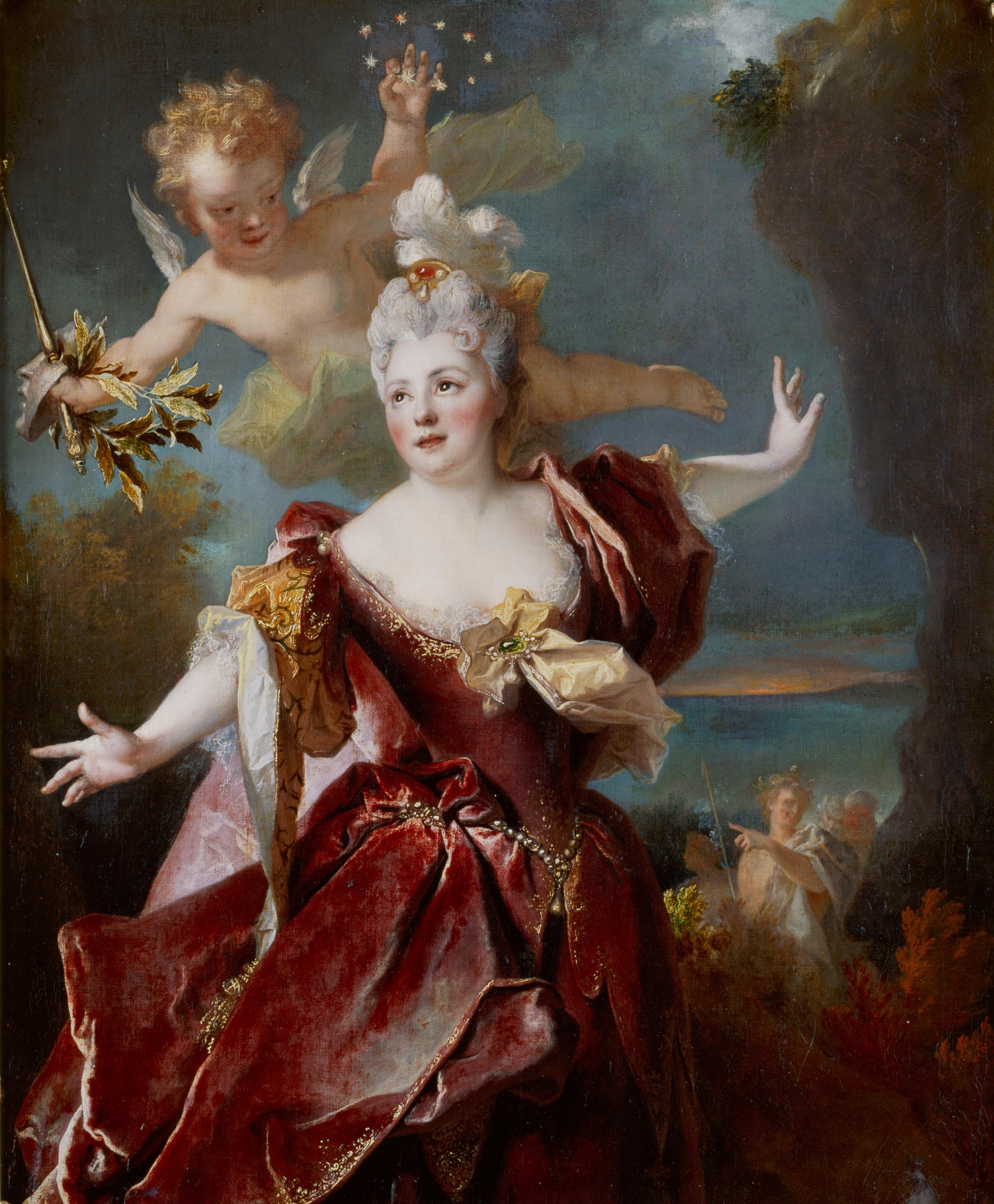
Mademoiselle Duclos in der Rolle der Ariane

Marie-Anne de Chateauneuf, bekannt als Mademoiselle Duclos (* 1670 in Paris; † 17. Juni 1748 ebenda), war eine französische Schauspielerin.

## Leben
Der Großvater war Schauspieler am Théâtre du Marais. Seine Tochter, Duclos Mutter, heiratete dann einen heute unbekannten Provinzschauspieler, ihren Vater. Ihr Debüt hatte Duclos an der Oper, aber mit nur mäßigem Erfolg. Also verlegte sie ihre weitere Ausbildung zur Comédie-Française, an der sie 1693 angenommen wurde. Schon nach einem Jahr an der Comèdie wurde sie ins Hauptensemble aufgenommen und Sociétaire de la Comédie-Française. Bis 1696 spielte Duclos nur Nebenrollen, wurde dann aber als Zweitbesetzung der Hauptrollen, die Mademoiselle de Champmeslé üblicherweise spielte, ausersehen und ersetzte diese nach und nach. Das war der Beginn einer über 40-jährigen Bühnenkarriere. Ihr Stern begann erst zu sinken, als die junge Adrienne Lecouvreur in die Comèdie eintrat. Duclos nahm 1733 den Abschied und erhielt die üblichen 1000 Livre Pension. Außerdem bekam sie dieselbe Summe aus der königlichen Privatschatulle.

## Privates
Als Duclos im Jahr 1725 den Sohn ihres Schauspielkollegen Duchemin heiratete, rief das große Kritik hervor. Duchemin fils war gerade mal 17 Jahre alt. Die Ehe war schlecht und von Gewalt geprägt. Sie hielt letztendlich auch nur fünf Jahre.

## Trivia
Antoine Houdar de La Motte und Voltaire verfassten eigens Gedichte über Duclos und lobten ihre Schönheit und ihren Charme. Allerdings prägte Voltaire in einem späteren Werk, dem Dictionnaire philosophique, das wenig schmeichelhafte Wort bête comme la Duclos (dumm wie die Duclos).

## Rollen (Auswahl)
Wie zu dieser Zeit üblich, war Duclos’ Schauspiel geprägt durch schwülstige Deklamation und durchaus nahe an Michel Barons Figuren.
- Axiane in Alexandre le Grand von Jean Racine
- Esther in Esther von Jean Racine
- Hersilie in Romulus von Houdar de La Motte
- Ines de Castro in Ines de Castro von Houdar de La Motte
- Salomé in Mariamne von Voltaire
- Jocaste in Œdipe von Houdar de La Motte